# Kutná Hora

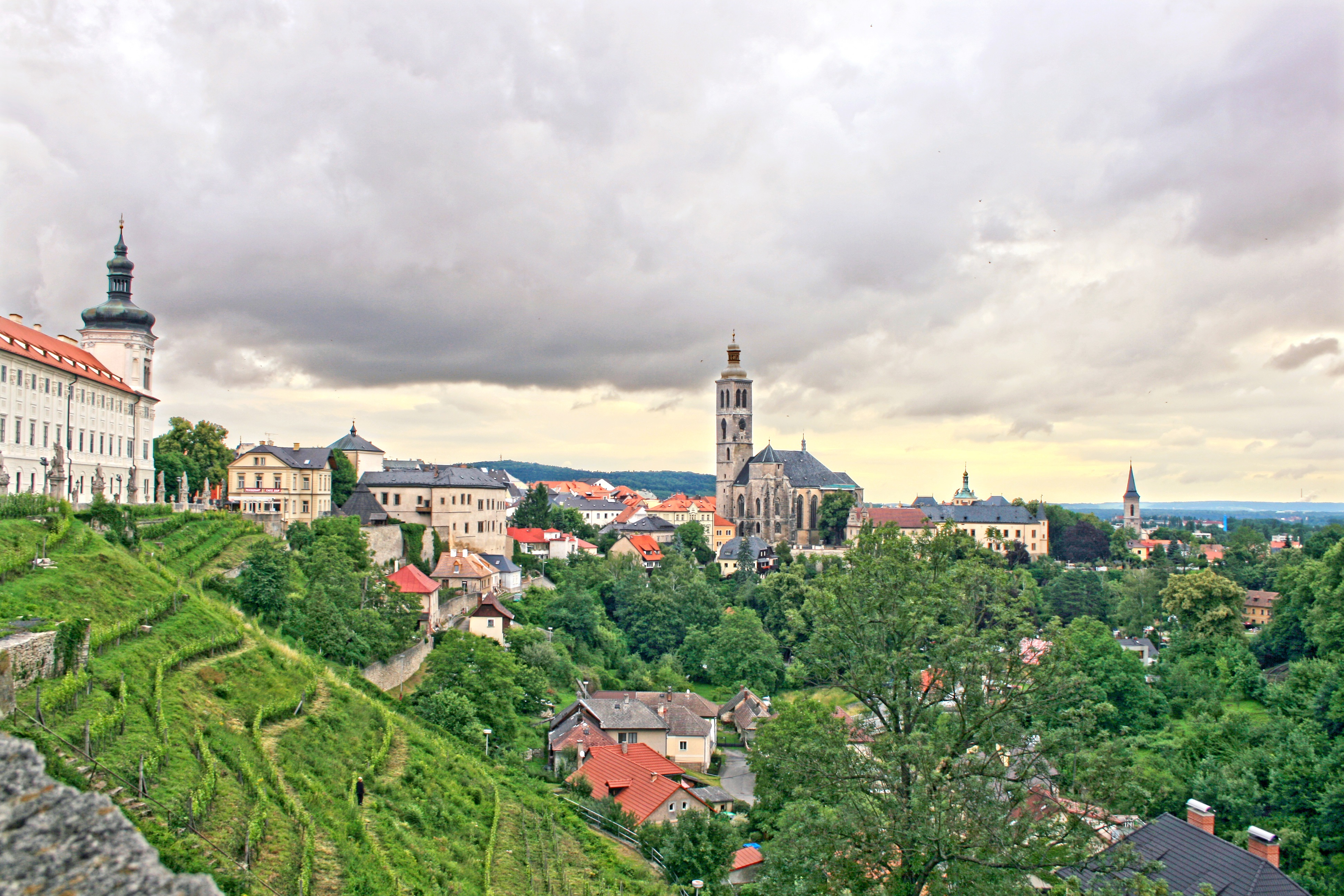
Kutná Hora : panorame.

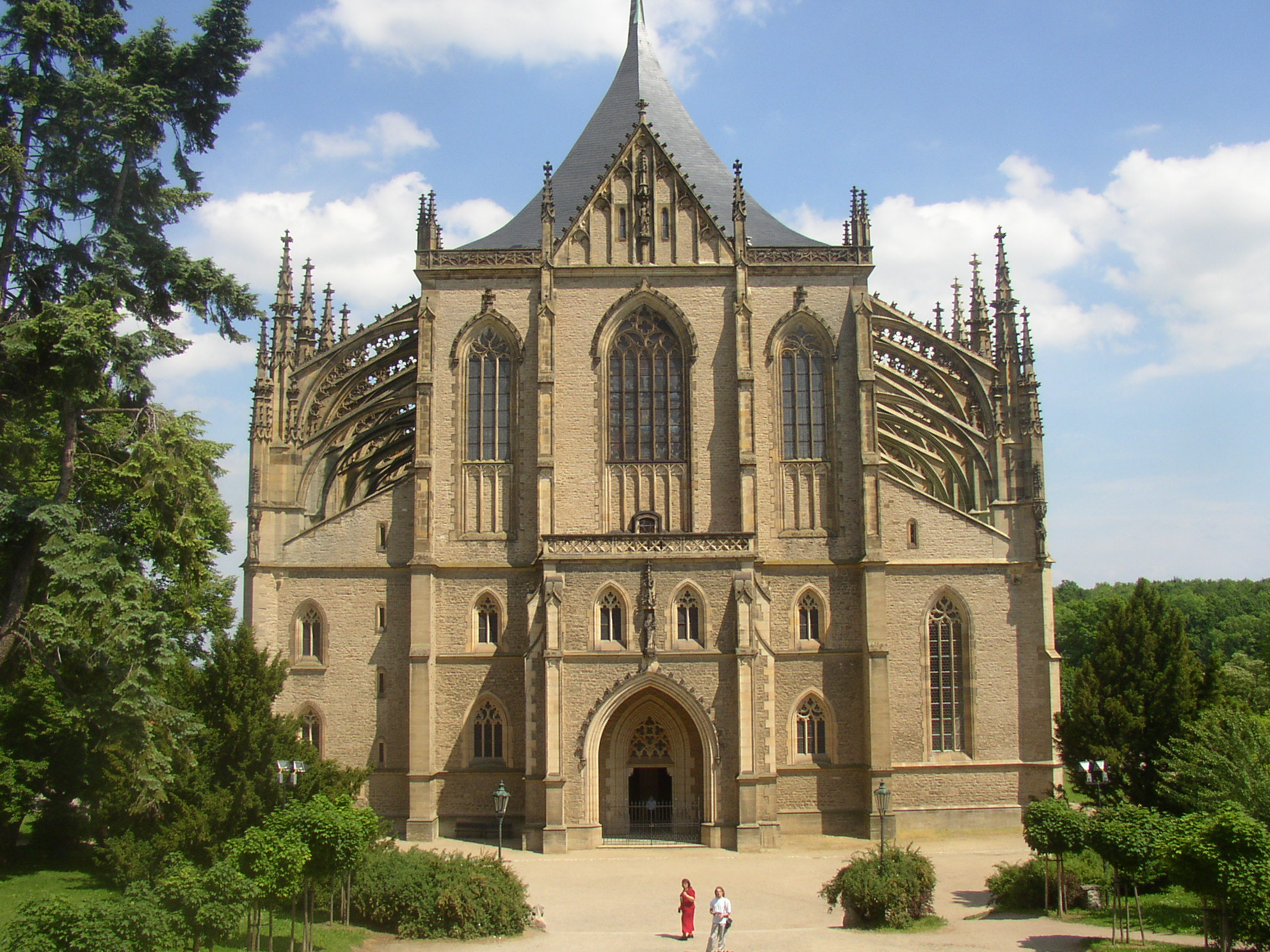
Cathédrale de Kutná Hora.

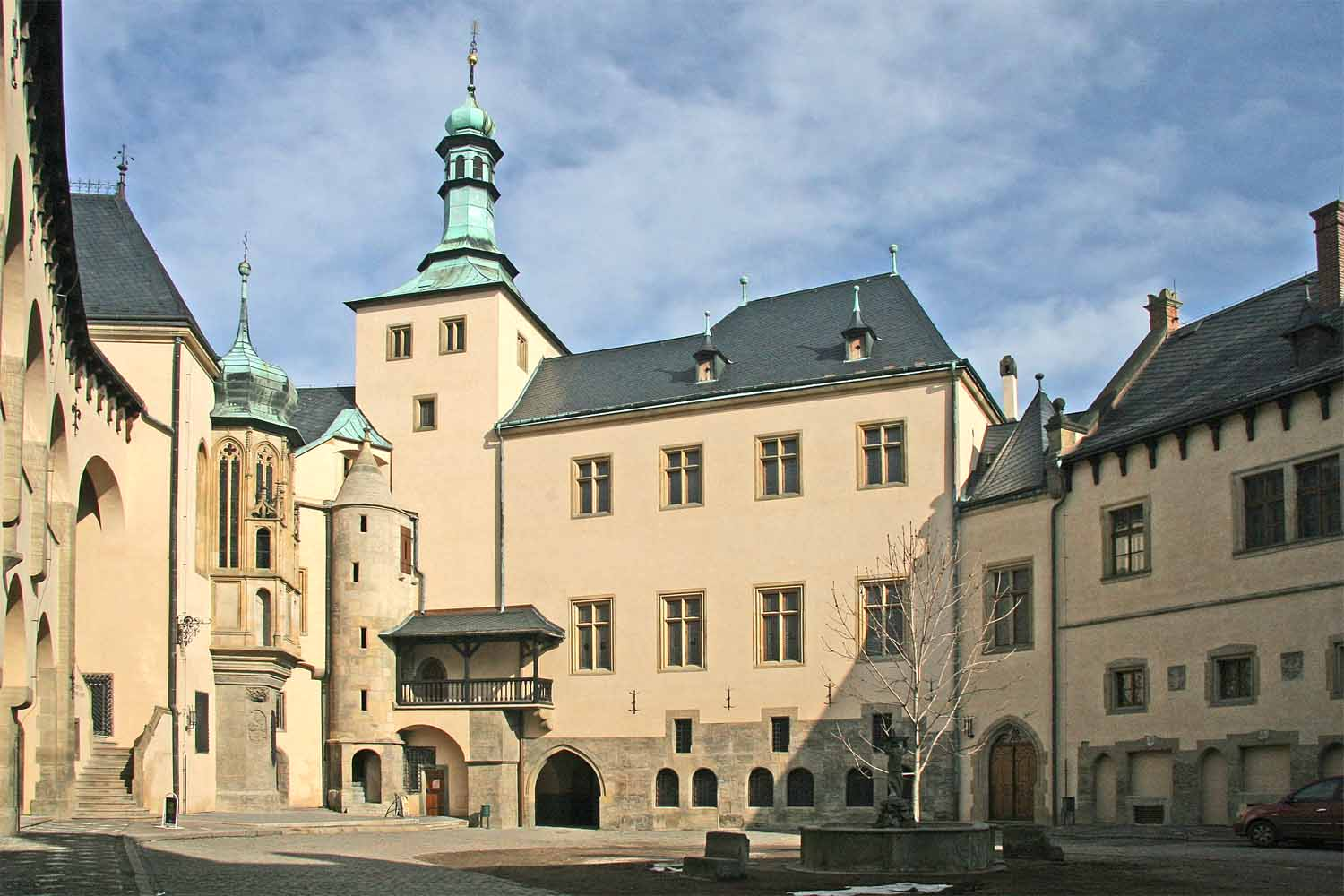
Cour italienne.

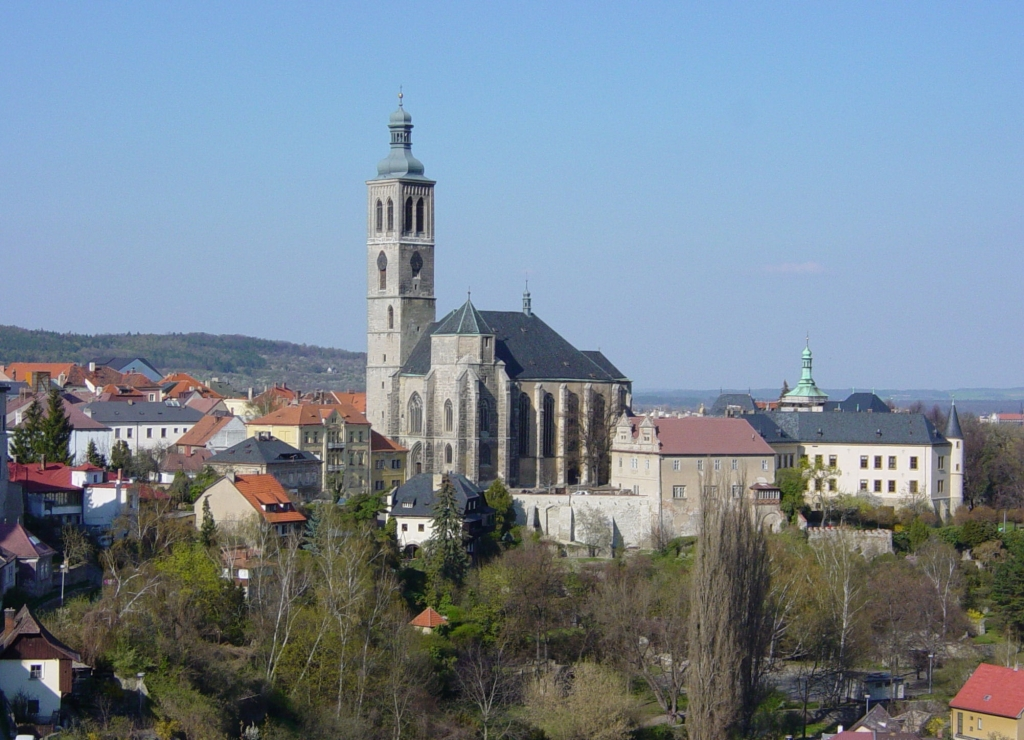
Collégiale Saint-Jacques.

Kutná Hora (en allemand : Kuttenberg) est une ville de la région de Bohême centrale, en Tchéquie, et le chef-lieu du district de Kutná Hora. Sa population s'élevait à 21 642 habitants en 2025.
Kutná Hora est célèbre en raison de ses mines d'argent d'où est sorti, au Moyen Âge, jusqu'au tiers de la production européenne ; elles ont permis de financer la construction d'églises, de monuments et de maisons  inscrites sur la liste du patrimoine mondial de l'UNESCO.

## Géographie
Kutná Hora est arrosée par la Vrchlice et se trouve à 10 km au sud-est de Kolín, à 38 km à l'ouest-sud-ouest de Pardubice et à 61 km à l'est-sud-est de Prague.

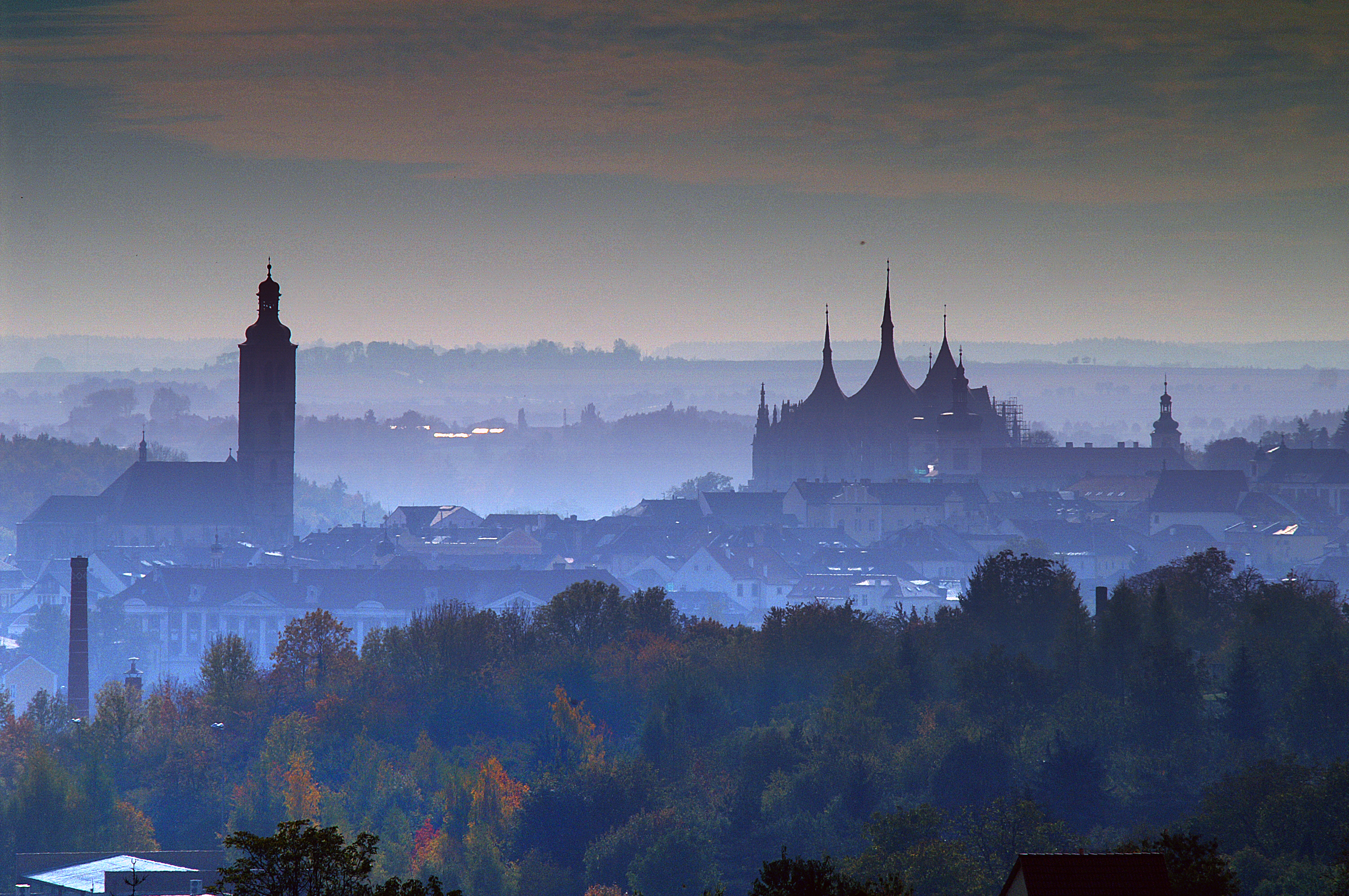
Panorama de la ville, église Saint-Jacques et église Sainte-Barbe.

La commune est limitée par Grunta, Libenice et Hlízov au nord, par Nové Dvory, Církvice et Třebešice à l'est, par Kluky et Křesetice au sud, et par Malešov et Miskovice à l'ouest.

## Histoire
Les sources historiques mentionnent au XIIIe siècle Kutná Hora comme un centre important d'extraction du minerai d'argent mais dès le Xe siècle, dans le château fort voisin de Malina, la Maison des Slavníkovec frappe ses deniers d'argent et il est fort probable que le minerai est tiré du gisement de Kutná Hora.
En 1142, un monastère cistercien est fondé à Sedlec par Miroslav de Cimburg, un noble de l'entourage de Vladislav II. Le fait que, contrairement aux usages de l'ordre de Cîteaux, le monastère est établi sur une terre déjà défrichée et cultivée, le fait que sa maison-mère est Valdsassen (Rhénanie-Palatinat) de la branche dite de l’abbaye de Morimond qui s'occupe de métallurgie tend à prouver que les activités minières sont alors déjà fort développées.
À la fin du règne du roi Otakar II, la ville minière prend le nom de Cuthna Antiqua (Vieille Kutna). En 1290, éclate la « fièvre de l'argent » en Bohême et c'est par milliers que les gens affluent, en majorité allemands (voir Drang nach Osten). Une cité minière est fondée pour abriter la dizaine de milliers de mineurs. La ville obtient le statut de ville royale et des exemptions fiscales, qui en font l'un des monuments de l'Histoire des mines d'argent.
En 1300, Venceslas II promulgue un code royal, le Jus regale montanorum, qui détermine les bases de l'extraction minière et constitue, entre autres, une sorte de code du travail très en avance pour l'époque. Ce code s'accompagne également d'une réforme monétaire qui remplace les différents deniers frappé par les ducs ou les villes pour créer le Gros de Prague.
L'expansion de la ville et surtout le caractère géostratégique des mines d'argent poussent les rois de Bohême à édifier des fortifications « en dur » qui remplacent les palissades provisoires ce qui permet de repousser les vaines tentatives d'invasion d'Albert d'Autriche en 1304 et 1307.
Au XVe siècle, l'extraction du minerai commence à faiblir mais la ville vit son âge d'or et l'empereur Venceslas 1er y établit même sa résidence dans la Cour italienne.
Lorsque les guerres hussites éclatent, les patriciens majoritairement allemands de la ville se rangent aux côtés de l'empereur Sigismond. Jusqu'à deux mille prisonniers hussites sont condamnés aux travaux forcés dans les mines. Mais Sigismond bat en retraite devant les insurgés menés par Jan Žižka qui prend, pille et brûle la ville en 1422 puis de nouveau en 1424. La frappe de la monnaie qui se tenait dans l'enceinte de la Cour italienne est interrompue, beaucoup de coins de frappe sont perdus et surtout les mines sont endommagées.
La paix revenue, la ville panse ses plaies et creuse de nouvelles mines en dehors de son enceinte. En 1448, la diète du royaume de Bohême s'y réunit et élit Georges de Poděbrady régent du royaume — il sera élu roi une décennie plus tard. En 1471, c'est au tour de Vladislas Jagellon d'y être élu roi.
La décadence de la ville commence à la deuxième moitié du XVIe siècle quand les mines commencent à se tarir et sont toujours plus profondes et toujours plus difficiles à exploiter. C'est aussi l'époque où la découverte des Amériques a pour contre-coup l'importation en masse de métaux précieux et une inflation (dépréciation de la valeur de l'argent) qui pèse sur la ville. La guerre de Trente Ans signe l'arrêt définitif de l'exploitation des mines d'argent.
Jusqu'en 1918, la ville de Kuttenberg - Kutná Hora fait partie de l'empire d'Autriche), puis d'Autriche-Hongrie (Cisleithanie après le compromis de 1867), chef-lieu du district de même nom, l'un des 94 Bezirkshauptmannschaften en Bohême.
Sous le protectorat nazi, les mines reprennent leur activité pour extraire du plomb et du zinc. Cette activité prend fin en 1991.
En 1995, Kutná Hora et le monastère voisin de Sedlec sont inscrits à l'inventaire du patrimoine culturel mondial de l'UNESCO. La ville fait également partie de l'EUROMINT une association des villes minières européennes.

## Population
Recensements (*) ou estimations de la population de la commune dans ses limites actuelles :
| 1869*  | 1880*  | 1890*  | 1900*  | 1910*  | 1921*  |
| ------ | ------ | ------ | ------ | ------ | ------ |
| 16 565 | 16 799 | 17 614 | 19 506 | 20 362 | 19 112 |

| 1930*  | 1950*  | 1961*  | 1970*  | 1980*  | 1991*  |
| ------ | ------ | ------ | ------ | ------ | ------ |
| 18 706 | 15 893 | 16 835 | 17 943 | 20 927 | 21 561 |

| 2001*  | 2011*  | 2016   | 2017   | 2018   | 2019   |
| ------ | ------ | ------ | ------ | ------ | ------ |
| 21 453 | 20 497 | 20 341 | 20 405 | 20 536 | 20 580 |

| 2020   | 2021   | 2022   | 2023   | 2024   | 2025   |
| ------ | ------ | ------ | ------ | ------ | ------ |
| 20 653 | 20 828 | 20 450 | 21 417 | 21 556 | 21 642 |

## Patrimoine
- Collégiale Saint-Jacques
- Église Sainte-Barbe, commencée en 1388 par Jan Parléř, le fils de Peter Parler, achevée en 1905
- Château royal dit « Cour italienne »
- Cloître des Ursulines (1735) par Kilian Ignace Dientzenhofer
- Collège des Jésuites
- Fontaine de pierre
- Maison de pierre
- Chapelle Corpus-Christi
- Église Saint-Jean-Népomucène par František Maxmilian Kaňka
- Colonne votive de la peste
- Synagogue

À Sedlec :
- Chapelle funéraire de Tous-les-Saints et son célèbre ossuaire baroque
- Église de l’Assomption de Sedlec, achevée par Jan Blažej Santini-Aichel

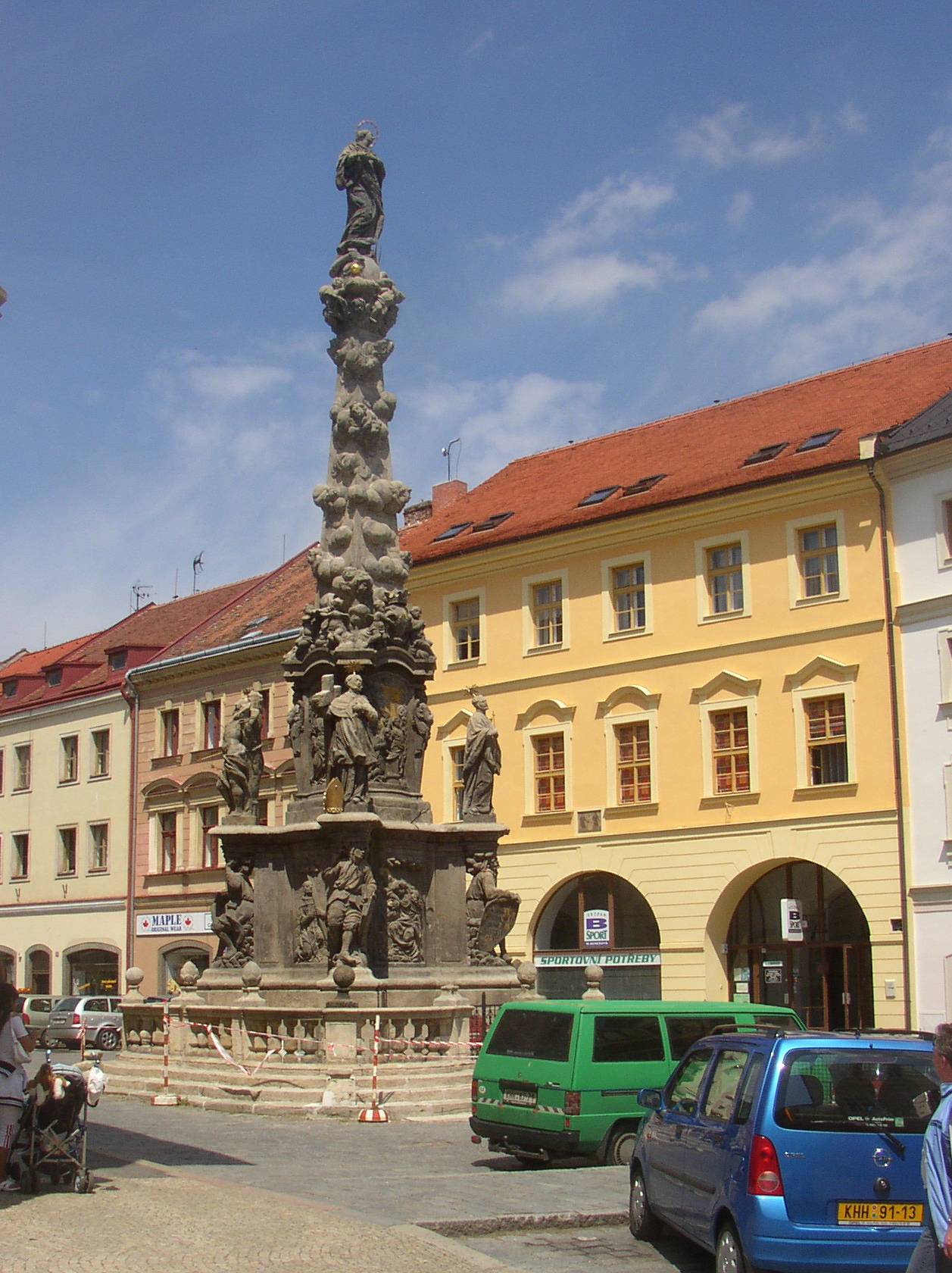
Colonne votive de la peste
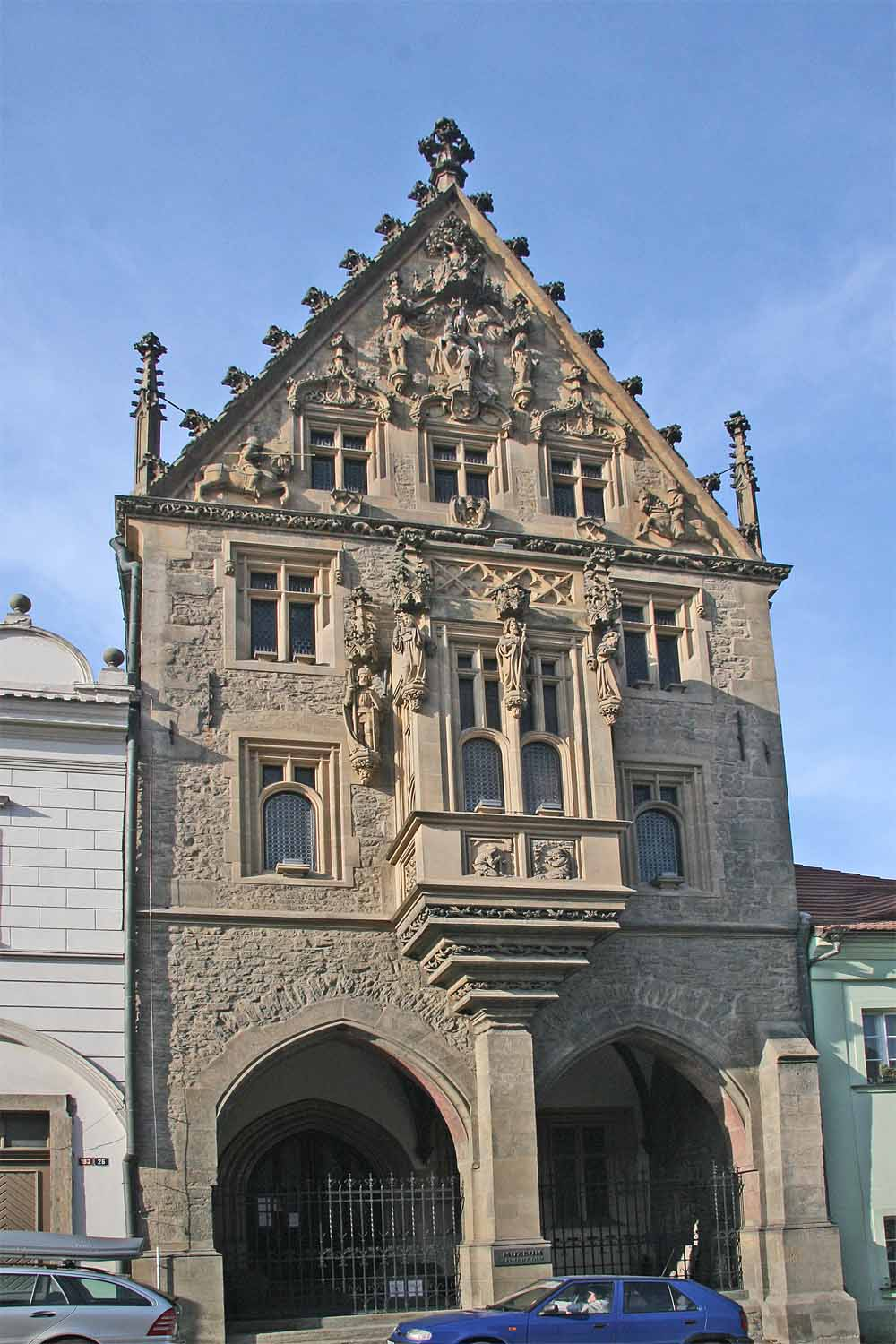
Maison de pierre
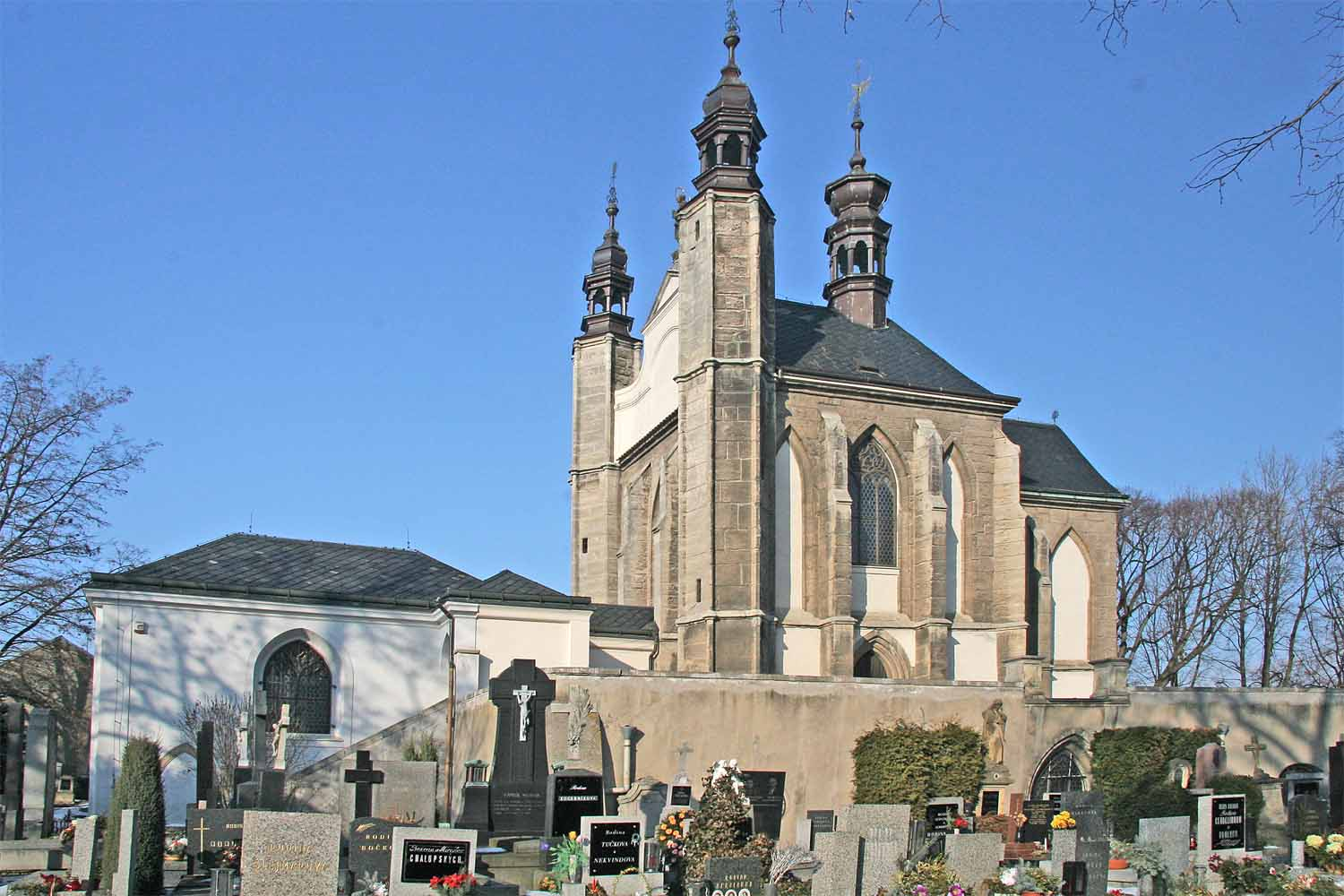
Chapelle funéraire de Tous-les-Saints de Sedlec
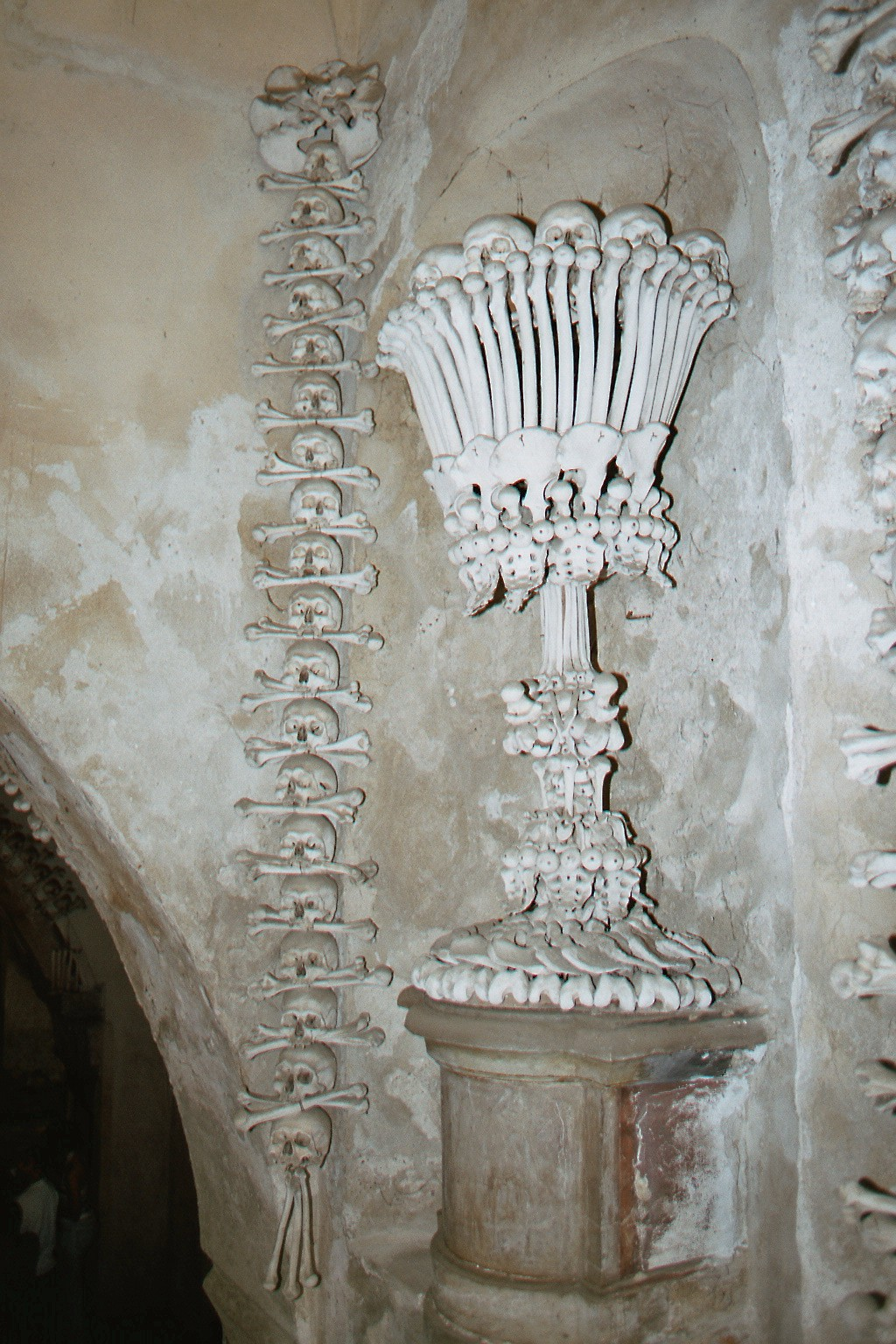
Entrée de la chapelle
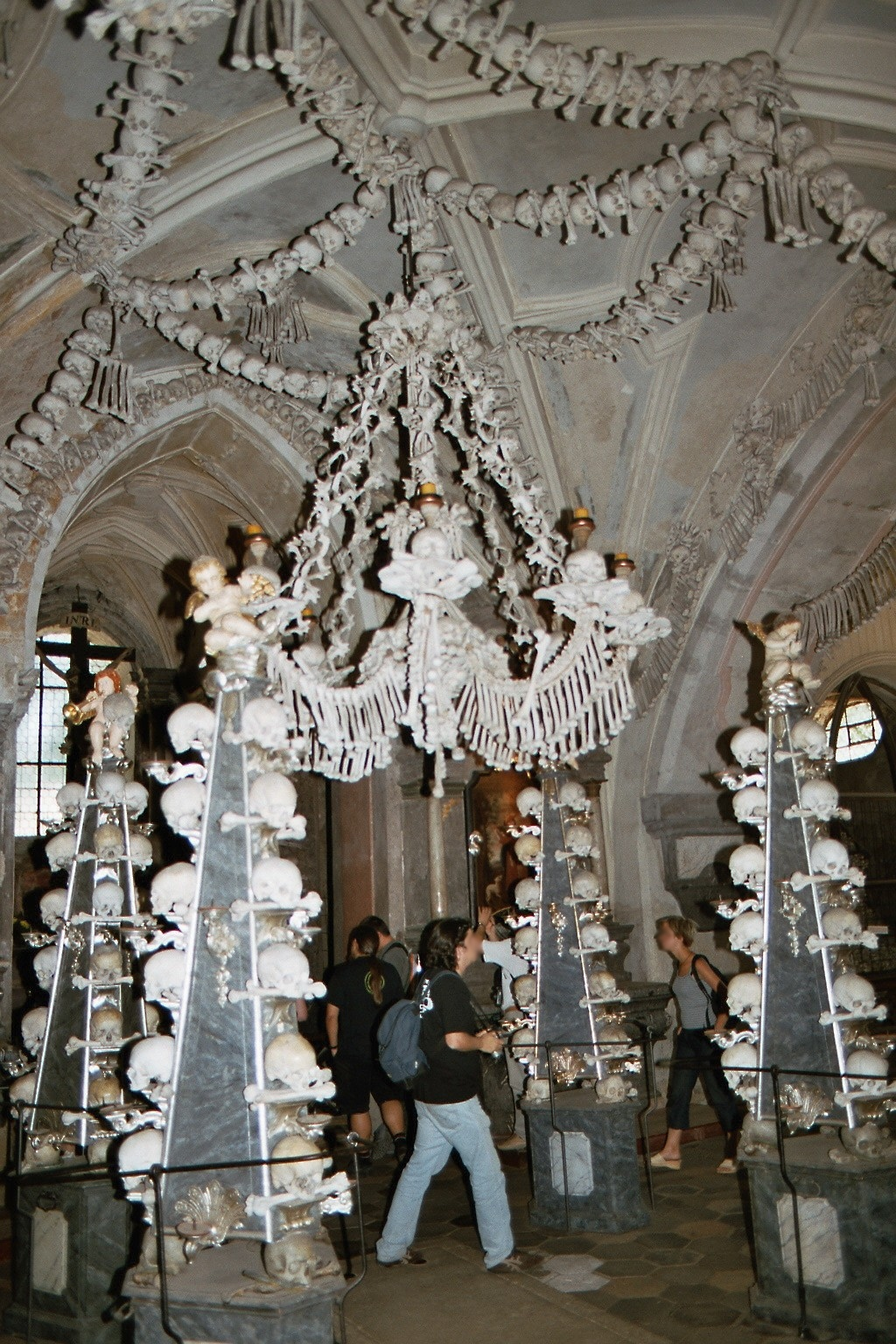
Intérieur de la chapelle et lustre
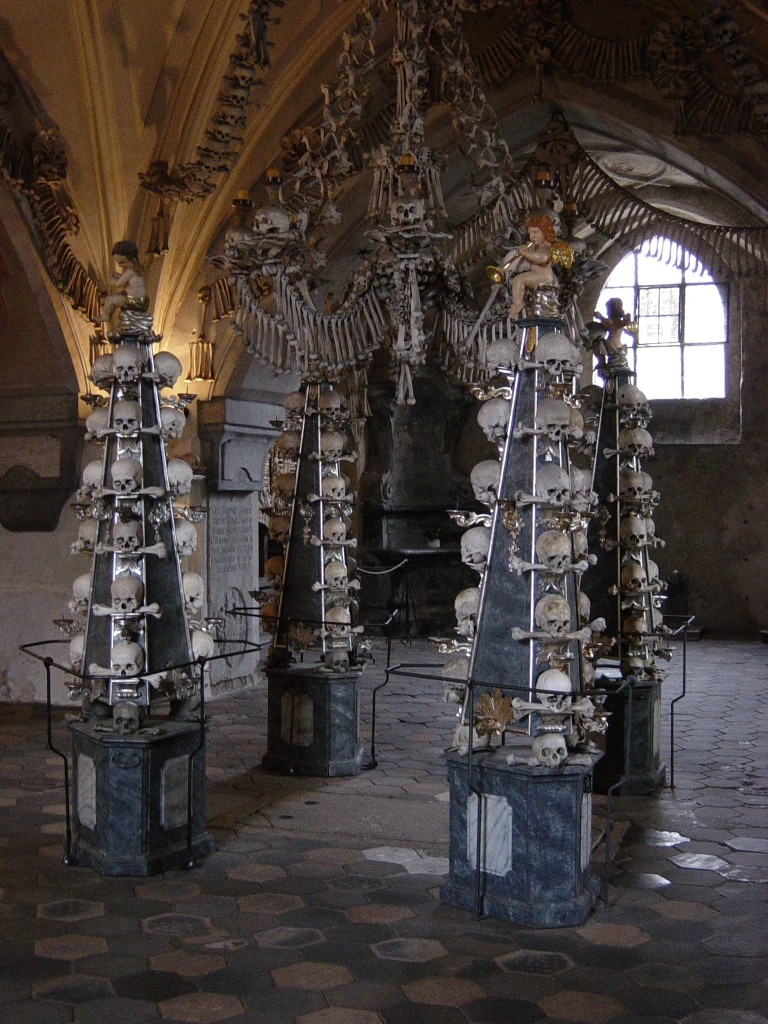
Intérieur de la chapelle et lustre
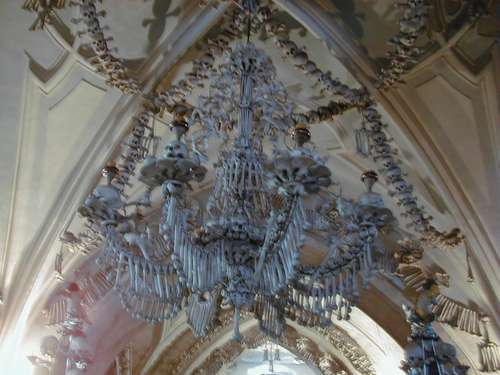
Lustre
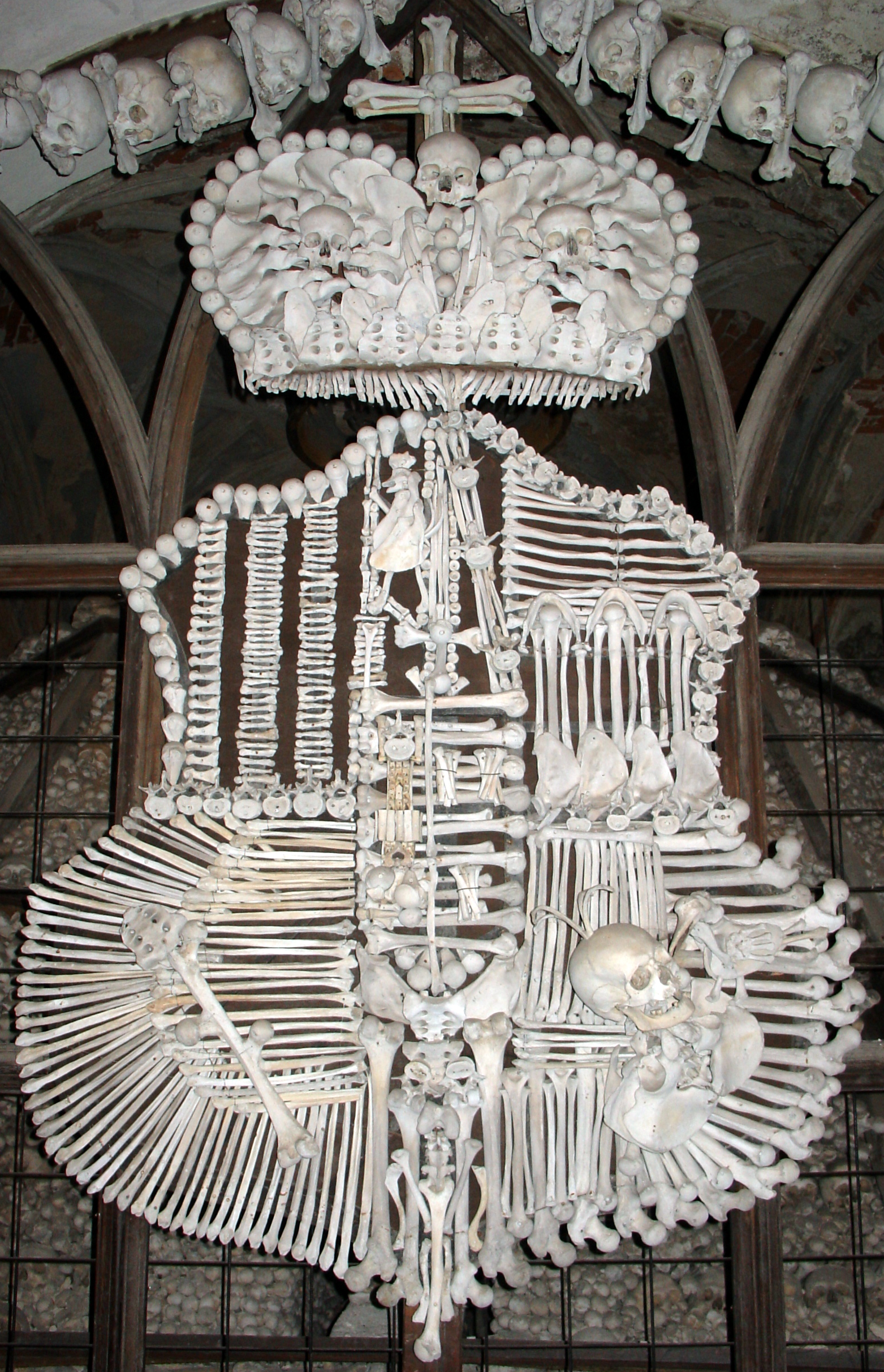
Blason des Schwarzenberg
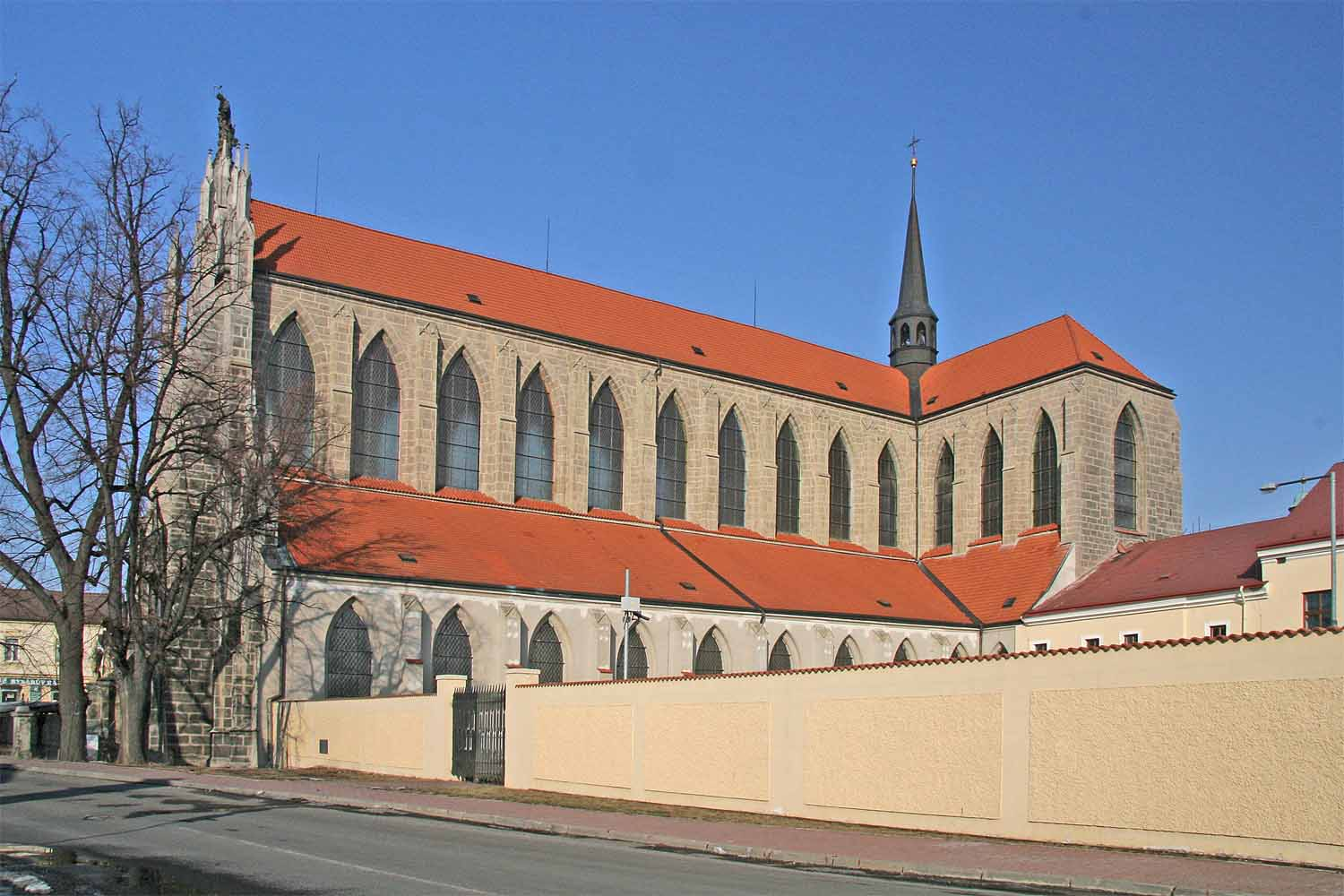
Église de l'Assomption de Sedlec

## Personnalités
- Mikuláš Dačický z Heslova (1555-1626), écrivain et noble tchèque, né à Kutná Hora.
- Karel Domin (1882-1953), homme politique et botaniste
- Jiří Louda (1920-2015), peintre héraldiste, né à Kutná Hora.

## Jumelage
La ville de Kutná Hora est jumelée avec :
- Bingen am Rhein (Allemagne)
- Eger (Hongrie)
- Fidenza (Italie)
- Kamianets-Podilsky (Ukraine)
- Kremnica (Slovaquie)
- Reims (France)
- Ringsted (Danemark)
- Stamford (Royaume-Uni)
- Tarnowskie Góry (Pologne)